# 1587
Відродження •  Реформація •  Доба великих географічних відкриттів •  Ганза •  Річ Посполита •  Нідерландська революція •  Релігійні війни у Франції

## Геополітична ситуація
Османську державу очолює Мурад III (до 1595). Імператором Священної Римської імперії є Рудольф II (до 1612). У Франції королює Генріх III Валуа (до 1589).
Королем Іспанії, Португалії, частини Італії та півдня Нідерландів є Філіп II Розсудливий (до 1598). Північні провінції Нідерландів проголосили незалежність. Північна Італія за винятком Венеціанської республіки належить Священній Римській імперії.
Королевою Англії є Єлизавета I (до 1603). Король Данії та Норвегії — Фредерік II (до 1588). Король Швеції — Юхан III (до 1592). Королем Богемії та Угорщини є імператор Рудольф II (до 1608).
Королем Речі Посполитої, якій належать українські землі, є Сигізмунд III Ваза.
У Московії править Федір I Іванович (до 1598). Існують Кримське ханство, Ногайська орда. Єгиптом володіють турки. Шахом Ірану є сефевід Аббас I Великий (до 1629).
У Китаї править династія Мін. Значними державами Індостану є Імперія Великих Моголів, Біджапурський султанат, Віджаянагара. В Японії триває період Адзуті-Момояма.
Триває підкорення Америки європейцями. На завойованих землях існують віцекоролівства Нова Іспанія та Нова Кастилія. Португальці освоюють Бразилію.

## Події

### В Україні
- Видрукування в Острозі Герасимом Смотрицьким першої друкованої пам'ятки української полемічної літератури «Ключ царства небесного…» і твору «Каленъдар римски новы».
- 12 червня відбувся морський бій козаків з турками під Варною.
- Письмова згадка про Сукіль — Болехівський район, Ковалівку — Монастириський район.

### У світі
- Королем Речі Посполитої став Сигізмунд III Ваза.
- У Московії Федора Мстиславського та Василя Бєльського звинуватили в змові проти Бориса Годунова.
- Цар Кахеті Олександр II присягнув на вірність московському царю Федору Івановичу.
- У Сибіру засновано місто Тобольськ.
- 1 лютого англійська королева Єлизавета I підписала смертний вирок Марії Стюарт. 8 лютого відбулася страта.
- Англійський корсар Френсіс Дрейк затопив у Кадіській бухті 23 іспанські судна. Він називав це «підшмалюванням бороди іспанському королю».
- У Франції гугеноти завдали поразки католикам у битві при Кутра.

- Шахом Персії став Аббас I Великий.
- Правитель моголів Акбар Великий захопив Кашмір.
- У Японії Тойотомі Хідейосі підкорив собі Кюсю. Тойотомі заборонив на підкорених землях християнство.

## Народились
Див. також: Категорія:Народились 1587
- 8 січня — Іоганн Фабріціус, голландський астроном
- Юн Сон До (1587—1672) — корейський поет, державний діяч і конфуціанський вчений.

## Померли
Див. також: Категорія:Померли 1587
- 8 лютого — страчена колишня шотландська королева і претендентка на англійський престол Марія Стюарт
- 17 травня — Готтгард Кеттлер, герцог Курляндський і Семигальський.